# منحنی نزدیک‌شونده
منحنی نزدیک‌شونده (به انگلیسی: The Approaching Curve) نام پنجمین تک‌آهنگ آلبوم رنجبر و رنج‌بین اثر گروه پانک راک امریکایی رایز اگنست می‌باشد. این ترانه قبل از اینکه به صورت تک‌آهنگ منتشر شود در اواسط سال ۲۰۰۸ در رادیو استیشن KROQ لس آنجلس پخش شد و مورد توجه ایستگاه‌های رادیوهای دیگر در کشورهای مختلف جهان نظیر: استرالیا، بریتانیا، آلمان، سوئد و .... نیز قرار گرفت. رایز اگنست هم بلافاصله آن را به صورت تک‌آهنگ منتشر کرد.